# Arne Johansen
Arne Johansen   (Oslo, 3 d'abril de 1927 - Ørland, 25 d'octubre de 2013) va ser un patinador de velocitat noruec, guanyador d'una medalla olímpica.
El 1952 va prendre part en els Jocs Olímpics d'Hivern d'Oslo, on guanyà la medalla de bronze en la prova dels 500 metres del programa de patinatge de velocitat. Compartí la medalla amb el noruec Gordon Audley.
En el seu palmarès també destaquen dos campionats nacionals dels 500 metres, el 1951 i el 1952. Una vegada retirat va exercir d'àrbitre.